# Vărbilău
Vărbilău est une commune roumaine du județ de Prahova, dans la région historique de Valachie et dans la région de développement du Sud.

## Géographie
La commune de Vărbilău est située dans le centre-nord du județ, dans les collines des Carpates courbes, à 5 km au sud de Slănic et à 34 km au nord de Ploiești, le chef-lieu du județ.
La municipalité est composée des cinq villages suivants (population en 1992) :
Coțofenești (955) ;
- Livadea (1 096) ;
- Podu Ursului (71) ;
- Poiana Vărbilău (1 297) ;
- Vărbilău (3 858), siège de la municipalité.

## Histoire
La commune a fait partie du județ Săcuieni de sa création en 1781 à sa disparition en 1845.

## Politique
| Identité                    | Période           | Période           | Durée              |
| Identité                    | Début             | Fin               | Durée              |
| --------------------------- | ----------------- | ----------------- | ------------------ |
| Ion Ioniță (d),             | 1990              | 1er novembre 2024 | 34 ans             |
| Mihail-Vasile Cărbunaru (d) | 1er novembre 2024 | En cours          | 4 mois et 13 jours |

## Démographie
Lors du recensement de 2011, 86,06 % de la population se déclarent roumains et 11,16 % comme roms (2,75 % ne déclarent pas d'appartenance ethnique et 0,01 % déclarent appartenir à une autre ethnie).
De plus, 94,34 % déclarent être chrétiens orthodoxes (2,91 % ne déclarent pas d'appartenance religieuse et 2,73 % déclarent appartenir à une autre ethnie).

## Économie
L'économie de la commune repose sur l'agriculture, l'élevage, l'exploitation des forêts et la transformation du bois, l'extraction des graviers, la fabrication de briques et de chaux.

## Communications

### Routes
Vărbilău est située sur la route régionale DJ102 Ploiești-Slănic. De la commune et par la route régionale DJ101, on peut rejoindre Câmpina et la vallée de la Prahova.

### Voies ferrées
Vărbilău est desservie par la ligne de chemin de fer Ploiești-Slănic.